# شورش در بونتی (فیلم ۱۹۳۵)
شورش در بونتی (انگلیسی: Mutiny on the Bounty) فیلمی به کارگردانی فرانک لوید است که در سال ۱۹۳۵ منتشر شد.
این فیلم برنده جایزه اسکار بهترین فیلم در سال ۱۹۳۵ شده است.

## بازیگران
- چارلز لوتن
- کلارک گیبل
- فرانکوت تون
- دونالد کریسپ
- اسپرینگ باینگتون
- ایان ولف
- دیوید نیون
- جیمز کاگنی
- دوریس لوید
- لایونل بلمور
- موویتا کاستاندا
- ویوین اوکلند
- هربرت ماندین
- فرد گراهام
- ویل استنتون
- دیوید تورنس
- وینتر هال